# Cusy (Yonne)
Pour les articles homonymes, voir Cusy.
Cusy est une  ancienne commune française située dans le département de l'Yonne et la région Bourgogne-Franche-Comté. Elle est associée à la commune d'Ancy-le-Franc depuis 1973.

## Géographie
Traversé par les routes D905 et D109, le village est délimité au nord par l'Armançon, derrière lequel se trouve le canal de Bourgogne. Le gîte du Moulin Neuf est quant à lui situé entre ces deux cours d'eau.
La ligne PLM de Paris à Lyon passe au sud du village.

## Histoire
Le 1er janvier 1973, Cusy est rattachée à Ancy-le-Franc sous le régime de la fusion-association.

## Politique et administration
| Période                                  | Période | Identité        | Étiquette | Qualité |
| ---------------------------------------- | ------- | --------------- | --------- | ------- |
| 18??                                     | 18??    | Amédée Martenot |           | avocat  |
| Les données manquantes sont à compléter. |         |                 |           |         |

| Période                                  | Période  | Identité        | Étiquette | Qualité |
| ---------------------------------------- | -------- | --------------- | --------- | ------- |
|                                          | En cours | Jacques Robette |           |         |
| Les données manquantes sont à compléter. |          |                 |           |         |

## Démographie
| 1793 | 1800 | 1806 | 1821 | 1831 | 1836 | 1841 | 1846 | 1851 |
| ---- | ---- | ---- | ---- | ---- | ---- | ---- | ---- | ---- |
| 247  | 273  | 289  | 247  | 249  | 236  | 262  | 280  | 277  |

| 1856 | 1861 | 1866 | 1872 | 1876 | 1881 | 1886 | 1891 | 1896 |
| ---- | ---- | ---- | ---- | ---- | ---- | ---- | ---- | ---- |
| 332  | 312  | 320  | 308  | 306  | 326  | 244  | 222  | 206  |

| 1901 | 1906 | 1911 | 1921 | 1926 | 1931 | 1936 | 1946 | 1954 |
| ---- | ---- | ---- | ---- | ---- | ---- | ---- | ---- | ---- |
| 206  | 217  | 234  | 226  | 230  | 201  | 181  | 183  | 203  |

| 1962 | 1968 | - | - | - | - | - | - | - |
| ---- | ---- | - | - | - | - | - | - | - |
| 179  | 161  | - | - | - | - | - | - | - |

## Lieux et monuments
- Château de Cusy